# Riama stigmatoral
Espèce
Synonymes
- Proctoporus stigmatoral Kizirian, 1996

Statut de conservation UICN

 VU B1ab(iii) : Vulnérable
Riama stigmatoral est une espèce de sauriens de la famille des Gymnophthalmidae.

## Répartition et habitat
Cette espèce est endémique de la province de Morona-Santiago en Équateur. Elle se rencontre entre 2 195 et 2 286 m d'altitude. Elle vit dans la forêt tropicale humide de montagne.

## Publication originale
- Kizirian, 1996 : A review of Ecuadorian Proctoporus (Squamata: Gymnophthalmidae) with descriptions of nine new species. Herpetological Monographs, vol. 10, p. 85-155.